# 아일랜드 (1980년 영화)
아일랜드(The Island)는 미국에서 제작된 마이클 리치 감독의 1980년 드라마 영화이다. 마이클 케인 등이 주연으로 출연하였고 데이비드 브라운 등이 제작에 참여하였다.

## 출연

### 주연
- 마이클 케인
- 데이비드 워너
- 안젤라 펀치 맥그레거

### 조연
- 프랭크 미들마스
- 돈 헨더슨
- 더들리 서튼
- 콜린 제본스
- 제이키스 모케
- 브래드 설리반

## 제작진
- 원작자: 피터 벤츨리
- 의상: 앤 로스